# Hyalomma aegyptium
Espèce
Hyalomma aegyptium est une espèce de tiques de la famille des Ixodidae.

## Taxonomie
Le nom valide complet (avec auteur) de ce taxon est Hyalomma aegyptium Linnaeus, 1758.
L'espèce a été initialement classée dans le genre Acarus sous le protonyme Acarus aegyptius Linneaus, 1758.
Hyalomma aegyptium a pour synonymes :
- Acarus aegyptius Linneaus, 1758
- Acarus testudinis Hasselquist, 1762
- Cynorhaestes aegyptius Hermann, 1804
- Hyalomma aegyptium subsp. punctata Schulze, 1919
- Hyalomma aegyptium subsp. syriacum Oswald, 1941
- Hyalomma aegyptium Schulze, 1930
- Hyalomma affine Neumann, 1899
- Hyalomma cornuger Murray, 1877
- Hyalomma punctata Schulze, 1919
- Hyalomma suriacum Oswald, 1941
- Hyalomma syriacum subsp. punctata Schulze, 1919
- Hyalomma syriacum Koch, 1844
- Hyalomma syriacum Sharif, 1928
- Hyalomma testudinis Buitendijk, 1945
- Ixodes aegyptius Latreille, 1804
- Ixodes cornuger Kolenati, 1857
- Ixodes testudinis Leydig, 1855

## Rréférences
1. 1 2 3  GBIF Secretariat. GBIF Backbone Taxonomy. Checklist dataset https://doi.org/10.15468/39omei accessed via GBIF.org, consulté le 9 juillet 2024.